# 19461 Feingold
19461 Feingold è un asteroide della fascia principale. Scoperto nel 1998, presenta un'orbita caratterizzata da un semiasse maggiore pari a 2,5443894 UA e da un'eccentricità di 0,0922537, inclinata di 5,06495° rispetto all'eclittica.